# Tom Gabbay
Pour les articles homonymes, voir Gabbay.
Tom Gabbay, né le 1er avril 1953 à Bloomington dans l'Indiana, est un romancier et scénariste américain
Au début de sa carrière, il a contribué aux caricatures politiques du Philadelphia Daily News et à la production de films pour la série télévisée pour enfants Sesame Street.

## Ouvrages
- Baqouba, 2012[3]
- Téhéran conviction, 2009[4]
- La Traversée de Lisbonne, 2008[5]
- Le Berlin de la conspiration, 2006[6]

## Pour la télévision
- 1997 : La légende des montagnes du Nord[7] (scénariste)
- 1994 : Le Wanderer (créateur et producteur exécutif)